# Björsåkra-Bölinge
Björsåkra-Bölinge är ett naturreservat i Våxtorps socken i Laholms kommun i Halland.
Reservatet ligger uppe på Hallandsåsen och omfattar 45 hektar. Området är skyddat sedan 1966 och ägs av Hallands naturskyddsförening.

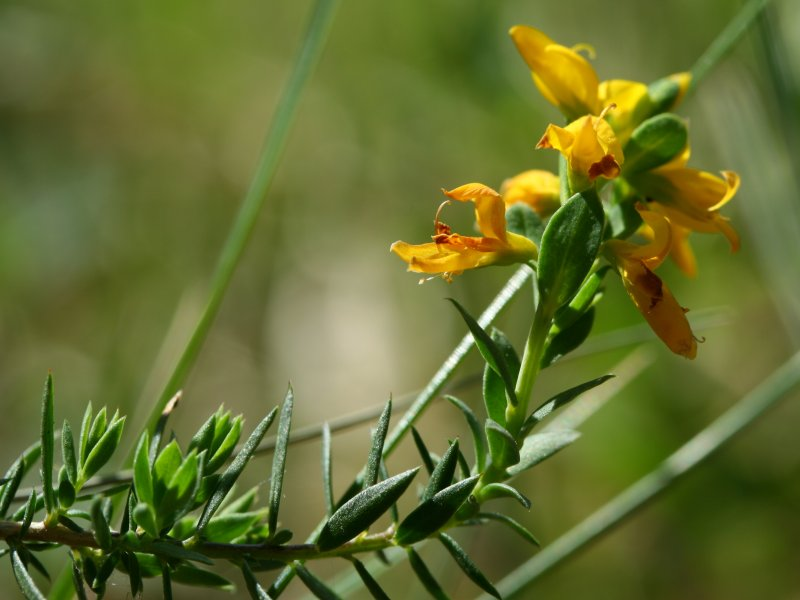
Nålginst

Största delen av reservatet upptas av öppen ljunghed. De nu betade markerna är en rest av de en gång mycket vidsträckta halländska ljunghedarna. Området är starkt kuperat med flera höjder. I svackorna finns myrstråk med klockljung och myrlilja. I söder växer gles bokskog, många bokar är flerstammiga, ett utseende som bokarna får då de växer upp i öppna miljöer som betesmark.
Naturreservat genomkorsas av flera stigar med fina utsiktspunkter för den som vill promenera.